# Discografia di SZA
La discografia di SZA, cantautrice statunitense, comprende due album in studio, tre EP e oltre trenta singoli, di cui dodici in veste di collaboratrice con altri artisti.

## Album in studio
| Anno | Titolo | Classifiche | Classifiche | Classifiche | Classifiche | Classifiche | Classifiche | Classifiche | Classifiche | Certificazioni |
| Anno | Titolo | USA         | AUS         | CAN         | IRE         | NLD         | NZL         | SWI         | UK          | Certificazioni |
| ---- | --- | ----------- | ----------- | ----------- | ----------- | ----------- | ----------- | ----------- | ----------- | --- |
| 2017 | Ctrl - Pubblicato: 9 giugno 2017 - Etichetta: Top Dawg, RCA - Formati: CD, LP, download digitale, streaming  | 3           | 30          | 10          | 27          | 58          | 11          | 64          | 45          | - USA: Platino (5) - AUS: Platino - CAN: Platino (2) - NZL: Platino (4) - UK: Platino                                              |
| 2022 | SOS - Pubblicato: 9 dicembre 2022 - Etichetta: Top Dawg, RCA - Formati: CD, LP, download digitale, streaming | 1           | 1           | 1           | 2           | 1           | 1           | 2           | 2           | - USA: Platino (6) - AUS: Platino (2) - CAN: Platino (7) - ITA: Oro - NLD: Platino - NZL: Platino (5) - SWI: Oro - UK: Platino (2) |

## Extended play
| Anno                                                                                          | Titolo                                                                                      | Classifiche | Classifiche |
| Anno                                                                                          | Titolo                                                                                      | USA         | UK          |
| --------------------------------------------------------------------------------------------- | ------------------------------------------------------------------------------------------- | ----------- | ----------- |
| 2012                                                                                          | See.SZA.Run - Pubblicato: 29 ottobre 2012 - Formati: download digitale                      | —           | —           |
| 2013                                                                                          | S - Pubblicato: 10 aprile 2013 - Formati: download digitale                                 | —           | —           |
| 2014                                                                                          | Z - Pubblicato: 8 aprile 2014 - Etichetta: Top Dawg - Formati: download digitale, streaming | 39          | 197         |
| "—" indica che l'opera non si è classificata o che non è stata pubblicata in quel territorio. |                                                                                             |             |             |

## Singoli

### Come artista principale
| Anno                                                                                          | Titolo                                             | Classifiche | Classifiche | Classifiche | Classifiche | Classifiche | Classifiche | Classifiche | Classifiche | Certificazioni | Album di provenienza                                             |
| Anno                                                                                          | Titolo                                             | USA         | AUS         | CAN         | IRE         | NLD         | NZL         | SWI         | UK          | Certificazioni | Album di provenienza                                             |
| --------------------------------------------------------------------------------------------- | -------------------------------------------------- | ----------- | ----------- | ----------- | ----------- | ----------- | ----------- | ----------- | ----------- | --- | ---------------------------------------------------------------- |
| 2014                                                                                          | Babylon (feat. Kendrick Lamar)                     | —           | —           | —           | —           | —           | —           | —           | —           | | Z                                                                |
| 2014                                                                                          | Child's Play (feat. Chance the Rapper)             | —           | —           | —           | —           | —           | —           | —           | —           | - USA: Platino - NZL: Oro                                                                                                   | Z                                                                |
| 2017                                                                                          | Drew Barrymore                                     | —           | —           | —           | —           | —           | —           | —           | —           | - USA: Platino (2) - CAN: Platino - NZL: Platino - UK: Argento                                                              | Ctrl                                                             |
| 2017                                                                                          | Love Galore (feat. Travis Scott)                   | 32          | —           | 84          | —           | —           | —           | —           | —           | - USA: Platino (8) - CAN: Platino (4) - NZL: Platino (4) - UK: Oro                                                          | Ctrl                                                             |
| 2017                                                                                          | The Weekend (solo o con Calvin Harris)             | 29          | 49          | 63          | 73          | —           | —           | —           | 55          | - USA: Platino (7) - AUS: Platino (2) - CAN: Platino (5) - NZL: Platino (4) - UK: Platino                                   | Ctrl                                                             |
| 2018                                                                                          | All the Stars (con Kendrick Lamar)                 | 7           | 2           | 7           | 3           | 19          | 2           | 9           | 5           | - USA: Platino (2) - AUS: Platino (5) - CAN: Platino (5) - ITA: Platino - NZL: Platino (6) - UK: Platino (3)                | Black Panther: The Album                                         |
| 2018                                                                                          | Broken Clocks                                      | 82          | —           | —           | —           | —           | —           | —           | —           | - USA: Platino (6) - CAN: Platino (2) - NZL: Platino (2) - UK: Platino                                                      | Ctrl                                                             |
| 2018                                                                                          | Garden (Say It like Dat)                           | —           | —           | —           | —           | —           | —           | —           | —           | - USA: Platino (3) - CAN: Platino - NZL: Platino                                                                            | Ctrl                                                             |
| 2019                                                                                          | Power Is Power (con Travis Scott e Kendrick Lamar) | 90          | 30          | 50          | 31          | —           | —           | 67          | 45          | - USA: Oro | For the Throne: Music Inspired by the HBO Series Game of Thrones |
| 2020                                                                                          | The Other Side (con Justin Timberlake)             | 61          | 43          | 54          | 56          | 60          | —           | 47          | 44          | - USA: Platino - NZL: Oro - UK: Argento                                                                                     | Trolls World Tour: Original Motion Picture Soundtrack            |
| 2020                                                                                          | Hit Different (feat. Ty Dolla Sign)                | 29          | 84          | 55          | —           | —           | —           | —           | 55          | - USA: Platino (3) - NZL: Platino - UK: Argento                                                                             | /                                                                |
| 2020                                                                                          | Good Days                                          | 9           | 7           | 12          | 8           | 39          | 3           | 39          | 13          | - USA: Platino (8) - AUS: Platino (4) - CAN: Platino (7) - NZL: Platino (4) - UK: Platino (2)                               | SOS                                                              |
| 2021                                                                                          | Just for Me (con Saint Jhn)                        | —           | —           | —           | —           | —           | —           | —           | —           | | Space Jam: A New Legacy (Original Motion Picture Soundtrack)     |
| 2021                                                                                          | The Anonymous Ones                                 | —           | —           | —           | —           | —           | —           | —           | —           | | Dear Evan Hansen (Original Motion Picture Soundtrack)            |
| 2021                                                                                          | Fue mejor (con Kali Uchis)                         | 116         | —           | —           | —           | —           | —           | —           | —           | - USA: Platino | Sin miedo (del amor y otros demonios)                            |
| 2021                                                                                          | I Hate U                                           | 7           | 19          | 14          | 27          | —           | 9           | —           | 38          | - USA: Platino (4) - AUS: Oro - CAN: Platino (2) - NZL: Platino - UK: Argento                                               | SOS                                                              |
| 2022                                                                                          | No Love (con Summer Walker)                        | 13          | —           | 37          | —           | —           | —           | —           | 24          | - USA: Platino (2) - CAN: Oro - NZL: Platino - UK: Argento                                                                  | Still Over It                                                    |
| 2022                                                                                          | Shirt                                              | 11          | 20          | 20          | 19          | 63          | 15          | 76          | 17          | - USA: Platino (3) - AUS: Platino - CAN: Platino (3) - NZL: Platino - UK: Oro                                               | SOS                                                              |
| 2023                                                                                          | Nobody Gets Me                                     | 10          | 16          | 10          | 12          | 73          | 10          | 92          | 27          | - USA: Platino (3) - AUS: Oro - CAN: Platino (4) - NZL: Platino (2) - UK: Oro                                               | SOS                                                              |
| 2023                                                                                          | Kill Bill                                          | 1           | 1           | 3           | 3           | 15          | 1           | 12          | 3           | - USA: Platino (8) - AUS: Platino (6) - CAN: Platino (9) - ITA: Platino - NZL: Platino (5) - SWI: Platino - UK: Platino (2) | SOS                                                              |
| 2023                                                                                          | Snooze                                             | 2           | 21          | 11          | 29          | 52          | 5           | 53          | 18          | - USA: Platino (8) - AUS: Platino (2) - CAN: Platino (6) - NZL: Platino (4) - SWI: Oro - UK: Platino                        | SOS                                                              |
| 2024                                                                                          | Saturn                                             | 6           | 8           | 8           | 21          | 60          | 5           | 96          | 15          | - USA: Platino (2) - CAN: Platino (2) - NZL: Platino (2) - UK: Argento                                                      | Lana                                                             |
| 2024                                                                                          | Luther (con Kendrick Lamar)                        | 1           | 2           | 2           | 7           | 20          | 1           | 16          | 4           | - NZL: Platino - UK: Argento                                                                                                | GNX                                                              |
| 2025                                                                                          | 30 for 30 (con Kendrick Lamar)                     | 10          | 39          | 31          | 55          | —           | 27          | —           | 33          | - CAN: Oro | Lana                                                             |
| 2025                                                                                          | BMF                                                | 29          | 16          | 24          | 24          | —           | 10          | —           | 21          | - CAN: Platino | Lana                                                             |
| "—" indica che l'opera non si è classificata o che non è stata pubblicata in quel territorio. |                                                    |             |             |             |             |             |             |             |             | |                                                                  |

### Come artista ospite
| Anno                                                                                          | Titolo                                                    | Classifiche | Classifiche | Classifiche | Classifiche | Classifiche | Classifiche | Classifiche | Classifiche | Certificazioni                                                                                               | Album di provenienza |
| Anno                                                                                          | Titolo                                                    | USA         | AUS         | CAN         | IRE         | NLD         | NZL         | SWI         | UK          | Certificazioni                                                                                               | Album di provenienza |
| --------------------------------------------------------------------------------------------- | --------------------------------------------------------- | ----------- | ----------- | ----------- | ----------- | ----------- | ----------- | ----------- | ----------- | --- | -------------------- |
| 2016                                                                                          | Happy Birthday (Childish Major feat. Isaiah Rashad e SZA) | —           | —           | —           | —           | —           | —           | —           | —           | | /                    |
| 2016                                                                                          | Lies (Felix Snow feat. SZA)                               | —           | —           | —           | —           | —           | —           | —           | —           | | /                    |
| 2016                                                                                          | Bed (Reenacted) (APSPDR+ feat. SZA, Nemo Achida e Moruf)  | —           | —           | —           | —           | —           | —           | —           | —           | | /                    |
| 2017                                                                                          | What Lovers Do (Maroon 5 feat. SZA)                       | 9           | 7           | 6           | 7           | 10          | 6           | 9           | 12          | - USA: Platino (2) - AUS: Platino (4) - CAN: Platino (4) - ITA: Platino (3) - NZL: Platino (5) - UK: Platino | Red Pill Blues       |
| 2017                                                                                          | Homemade Dynamite (Lorde feat. Khalid, Post Malone e SZA) | 92          | 23          | 54          | —           | 92          | 20          | —           | —           | - USA: Platino - AUS: Platino (2) - CAN: Platino - NZL: Platino - UK: Argento                                | Melodrama            |
| 2017                                                                                          | Consideration (Rihanna feat. SZA)                         | 117         | —           | —           | —           | —           | —           | —           | 88          | - USA: Platino - NZL: Platino - UK: Oro                                                                      | Anti                 |
| 2019                                                                                          | Just Us (DJ Khaled feat. SZA)                             | 43          | 32          | 65          | 52          | —           | 25          | 81          | 66          | - USA: Platino - CAN: Oro - NZL: Platino                                                                     | Father of Asahd      |
| 2021                                                                                          | Freaky Girls (Megan Thee Stallion feat. SZA)              | 101         | —           | —           | —           | —           | —           | —           | —           | | Good News            |
| 2021                                                                                          | Kiss Me More (Doja Cat feat. SZA)                         | 3           | 2           | 5           | 2           | 7           | 1           | 13          | 3           | - USA: Platino (5) - AUS: Platino (7) - ITA: Platino - NZL: Platino (5) - SWI: Oro - UK: Platino (2)         | Planet Her           |
| 2023                                                                                          | Special (Lizzo feat. SZA)                                 | 52          | —           | 72          | —           | —           | —           | —           | 66          | | Special              |
| 2023                                                                                          | Slime You Out (Drake feat. SZA)                           | 1           | 12          | 2           | 13          | 37          | 9           | 19          | 10          | - AUS: Oro - UK: Argento                                                                                     | For All the Dogs     |
| 2023                                                                                          | Rich Baby Daddy (Drake feat. Sexyy Red & SZA)             | 11          | 11          | 18          | 29          | —           | 9           | —           | 15          | - AUS: Platino - CAN: Platino (2) - NZL: Platino - UK: Oro                                                   | For All the Dogs     |
| "—" indica che l'opera non si è classificata o che non è stata pubblicata in quel territorio. |                                                           |             |             |             |             |             |             |             |             | |                      |

### Singoli promozionali
| Anno | Titolo                                   | Classifiche | Certificazioni                                         | Album di provenienza |
| Anno | Titolo                                   | USA         | Certificazioni                                         | Album di provenienza |
| ---- | ---------------------------------------- | ----------- | ------------------------------------------------------ | -------------------- |
| 2017 | Doves in the Wind (feat. Kendrick Lamar) | 112         | - USA: Platino - CAN: Platino - NZL: Oro - UK: Argento | Ctrl                 |

## Altri brani entrati in classifica o certificati
| Anno                                                                                          | Titolo                                        | Classifiche | Classifiche | Classifiche | Classifiche | Classifiche | Classifiche | Classifiche | Classifiche | Certificazioni                                                                | Album di provenienza |
| Anno                                                                                          | Titolo                                        | USA         | AUS         | CAN         | IRE         | NLD         | NZL         | SWI         | UK          | Certificazioni                                                                | Album di provenienza |
| --------------------------------------------------------------------------------------------- | --------------------------------------------- | ----------- | ----------- | ----------- | ----------- | ----------- | ----------- | ----------- | ----------- | ----------------------------------------------------------------------------- | -------------------- |
| 2017                                                                                          | Supermodel                                    | —           | —           | —           | —           | —           | —           | —           | —           | - USA: Platino (2) - CAN: Platino - NZL: Platino - UK: Argento                | Ctrl                 |
| 2017                                                                                          | Prom                                          | —           | —           | —           | —           | —           | —           | —           | —           | - USA: Platino - NZL: Oro                                                     | Ctrl                 |
| 2017                                                                                          | Go Gina                                       | —           | —           | —           | —           | —           | —           | —           | —           | - USA: Platino - NZL: Oro                                                     | Ctrl                 |
| 2017                                                                                          | Anything                                      | —           | —           | —           | —           | —           | —           | —           | —           | - USA: Oro                                                                    | Ctrl                 |
| 2017                                                                                          | Wavy (Interlude) (feat. James Fauntleroy)     | —           | —           | —           | —           | —           | —           | —           | —           | - USA: Oro                                                                    | Ctrl                 |
| 2017                                                                                          | Normal Girl                                   | —           | —           | —           | —           | —           | —           | —           | —           | - USA: Platino (2) - CAN: Platino - NZL: Platino - UK: Argento                | Ctrl                 |
| 2017                                                                                          | Pretty Little Birds (feat. Isaiah Rashad)     | —           | —           | —           | —           | —           | —           | —           | —           | - USA: Platino                                                                | Ctrl                 |
| 2017                                                                                          | 20 Something                                  | —           | —           | —           | —           | —           | —           | —           | —           | - USA: Platino - NZL: Oro                                                     | Ctrl                 |
| 2018                                                                                          | I Do (Cardi B feat. SZA)                      | 23          | —           | 38          | 81          | —           | —           | —           | —           | - USA: Platino (2) - NZL: Oro - UK: Argento                                   | Invasion of Privacy  |
| 2019                                                                                          | Staring at the Sun (Post Malone feat. SZA)    | 34          | 48          | 38          | —           | 70          | —           | —           | —           | - USA: Platino - CAN: Platino                                                 | Hollywood's Bleeding |
| 2022                                                                                          | Tread Carefully                               | 113         | —           | —           | —           | —           | —           | —           | —           | - USA: Oro                                                                    | Ctrl (Deluxe)        |
| 2022                                                                                          | Beautiful (DJ Khaled feat. Future e SZA)      | 29          | —           | 46          | —           | —           | —           | —           | 67          | - USA: Oro                                                                    | God Did              |
| 2022                                                                                          | SOS                                           | 32          | —           | 45          | —           | —           | —           | —           | —           | - USA: Oro - CAN: Oro                                                         | SOS                  |
| 2022                                                                                          | Seek & Destroy                                | 24          | 38          | 30          | —           | —           | —           | —           | —           | - USA: Platino - CAN: Platino                                                 | SOS                  |
| 2022                                                                                          | Low                                           | 17          | 34          | 21          | 39          | —           | 36          | —           | 78          | - USA: Platino (2) - AUS: Oro - CAN: Platino (3) - NZL: Platino - UK: Argento | SOS                  |
| 2022                                                                                          | Love Language                                 | 21          | 41          | 31          | —           | —           | —           | —           | —           | - USA: Platino - CAN: Platino - NZL: Oro                                      | SOS                  |
| 2022                                                                                          | Blind                                         | 12          | 27          | 17          | —           | 95          | 15          | —           | —           | - USA: Platino (2) - CAN: Platino - NZL: Oro - UK: Argento                    | SOS                  |
| 2022                                                                                          | Used (feat. Don Toliver)                      | 30          | 50          | 35          | —           | —           | —           | —           | —           | - USA: Platino - CAN: Platino - NZL: Oro - CAN: Oro                           | SOS                  |
| 2022                                                                                          | Notice Me                                     | 44          | —           | 55          | —           | —           | —           | —           | —           | - USA: Oro - CAN: Oro                                                         | SOS                  |
| 2022                                                                                          | Gone Girl                                     | 43          | —           | 56          | —           | —           | —           | —           | —           | - USA: Oro - CAN: Oro                                                         | SOS                  |
| 2022                                                                                          | Smoking on My Ex Pack                         | 52          | —           | 61          | —           | —           | —           | —           | —           | - USA: Oro - CAN: Oro                                                         | SOS                  |
| 2022                                                                                          | Ghost in the Machine (feat. Phoebe Bridgers)  | 40          | —           | 46          | —           | —           | —           | —           | —           | - USA: Platino - CAN: Platino - NZL: Oro                                      | SOS                  |
| 2022                                                                                          | F2F                                           | 55          | —           | 54          | —           | —           | —           | —           | —           | - USA: Oro - CAN: Platino                                                     | SOS                  |
| 2022                                                                                          | Conceited                                     | 58          | —           | 62          | —           | —           | —           | —           | —           | - USA: Oro - CAN: Oro                                                         | SOS                  |
| 2022                                                                                          | Special                                       | 37          | 47          | 38          | —           | —           | —           | —           | —           | - USA: Platino - CAN: Platino - NZL: Oro                                      | SOS                  |
| 2022                                                                                          | Too Late                                      | 62          | —           | 65          | —           | —           | —           | —           | —           | - USA: Oro - CAN: Oro                                                         | SOS                  |
| 2022                                                                                          | Far                                           | 61          | —           | 71          | —           | —           | —           | —           | —           | - USA: Oro - CAN: Oro                                                         | SOS                  |
| 2022                                                                                          | Open Arms (feat. Travis Scott)                | 54          | —           | 51          | 98          | —           | —           | —           | 63          | - USA: Platino - CAN: Platino (2) - NZL: Platino - UK: Oro                    | SOS                  |
| 2022                                                                                          | Forgiveless (feat. Ol' Dirty Bastard)         | 76          | —           | 99          | —           | —           | —           | —           | —           | - USA: Oro                                                                    | SOS                  |
| 2023                                                                                          | Telekinesis (Travis Scott feat. SZA e Future) | 26          | 19          | 18          | 38          | —           | 13          | —           | 31          | - USA: Platino - AUS: Oro - CAN: Platino (2) - NZL: Platino - UK: Argento     | Utopia               |
| 2024                                                                                          | Gloria (Kendrick Lamar feat. SZA)             | 27          | 51          | 40          | —           | —           | 23          | —           | —           |                                                                               | GNX                  |
| "—" indica che l'opera non si è classificata o che non è stata pubblicata in quel territorio. |                                               |             |             |             |             |             |             |             |             |                                                                               |                      |